# Learning to Fly (песня Тома Петти)
«Learning to Fly» — композиция американской рок-группы Tom Petty and the Heartbreakers. Была написана в 1991 году Томом Петти и Джеффом Линном для альбома Into the Great Wide Open. Состояла она из четырёх простых аккородов (Фа-мажор, До Мажор, Ля-Минор и Соль-Мажор)

## Музыканты
- Том Петти — вокал, акустическая гитара
- Майк Кэмпбелл — гитара, слайд-гитара
- Хоуи Эпштейн — бэк-вокал
- Бенмонт Тенч — электропианино
- Стэн Линч — ударные
- Джефф Линн — бэк-вокал, гитара, бас-гитара, синтезатор

## Положение в чартах
В США сингл занял 28 позицию в Billboard Hot 100, также он занял 1-ю строчку в Hot Mainstream Rock Tracks. В Великобритании в UK Singles Chart в первую неделю занял 65 позицию, а во вторую — 46.